# Ed Yong
Ed Yong (* 1981), celým jménem Edmund Soon-Weng Yong, je britský popularizátor vědy, bloger a novinář žijící v Londýně. Jeho manželkou je Liz Neeley.
Jeho blog Not Exactly Rocket Science byl od roku 2006 publikován na stránkách časopisu National Geographic Phenomena. Od roku 2015 Yong pracuje pro měsíčník The Atlantic. Na sklonku roku 2017 Ed Yong oznámil, že s psaním blogu končí a bude se plně věnovat psaní článků pro The Atlantic. Jeho články vycházely nebo vycházejí také v dalších periodikách, jako je například BBC , Nature, Scietific American, New Scientist, The Guardian, The Times, The New York Times nebo The New Yorker.
Ed Yong je autorem knihy I Contain Multitudes: The Microbes Within Us and a Grander View of Life, která vyšla česky pod názvem Obsahuji davy: O mikrobech v nás, kolem nás a o jejich fascinujícím vlivu na náš život.
V průběhu roku 2020 psal pro The Atlantic desetidílnou sérii článků věnujících se pandemii nemoci covid-19 v širším vědeckém kontextu. Dne 11. června 2021 za tuto sérii obdržel Pulitzerovu cenu v kategorii "Explanatory Reporting".
Aktivní je také na Twitteru.

## Vzdělání
Ed Yong získal bakalářský a magisterský titul ze zoologie, kterou vystudoval na University of Cambridge v roce 2002. Postgraduální studia dokončil na University College v Londýně, kde v roce 2005 získal titul v biochemii, zabýval se studiem enzymů.

## Kariéra a ocenění
Ed Yong se věnuje popularizaci vědy. Vědecké novinky zprostředkovává na svém blogu i ve svých novinových článcích širšímu okruhu veřejnosti. Jeho přístup k popularizaci vědy byl označen za „budoucnost ve sdělování novinek ze světa vědy“. Přímo navštěvuje také různá vědecká pracoviště, muzea i odborníky, od nichž si nechá vyprávět o různých případech z živočišné říše.
Za svoji práci a popularizaci vědy získal v roce 2010 ocenění od ResearchBlogging.org, organizace, která podporuje vědeckou novinařinu zaměřenou na výzkumy, jež už byly publikovány ve vědeckých časopisech, ale jsou „lépe zprostředkovávány širšímu publiku“.
V roce 2012 udělila National Union of Journalists (NUJ) Yongovi cenu Stephen White Award. Association of British Science Writers (ABSW) ocenila v roce 2014 Yongův blog cenou Best Science Blog Award.

## Kniha Obsahuji davy
Ed Yong je autorem knihy I Contain Multitudes: The Microbes Within Us and a Grander View of Life, která byla nominovaná na Welcome Trust Book Prize. Česky vydalo knihu pod názvem Obsahuji davy: O mikrobech v nás, kolem nás a o jejich fascinujícím vlivu na náš život nakladatelství Jan Melvil Pubslishing v roce 2017. Yongova publikace byla ke konci března 2017 přeložena do 16 jazyků.
Yong v knize říká, že každý živočich, ať už je to člověk, nebo vosa, je domovem milionů bakterií a mikrobů. „Každý z nás v sobě nosí zoo, kolonii, která je uzavřená v každém těle,“ uvádí Yong.
Kniha se opírá o informace získané přímo od odborníků. V jedné z kapitol autor například popisuje skleníky, kde se pěstují květiny jen kvůli tomu, aby po nich mohli běhat živočichové, které Ed Yong mohl pozorovat a studovat. Čtenáře humorně i edukativně vede k tomu, aby se na své společníky, mikroby, podívali v novém světle. Odkrývá svět mikrobů a ukazuje, že nejde většinou o patogeny, které je potřeba ničit. Mimo jiné uvádí, že mikrobi v našem těle jsou důležití pro imunitní systém, chrání nás před řadou chorob, formují naše tělo a dokonce utváří i naši identitu a propůjčují nám různé schopnosti.